# Świecław
Świecław, Świesław, Świecsław, Wszesław (nie mylić z Wyszesław) – słowiańskie/staropolskie imię męskie, złożone z członu Wsze- od psł. *vьšь, *vьša, *vьše, dialektalne północne *vьsь, *vьs'a, *vьs'e, "wszystek, każdy, zawsze", porównaj staropolskie wszytek, szwszytek, szwytek, szytek, wszwytek,  w wersji nagłosowej Świe-, Świec-, oraz członu -sław ("sława, sławić"), wersja ruska Всеслав/Wsjesław (transkrypcja).
Świecław imieniny obchodzi  9 września, 9 listopada i 14 listopada.
Podobne imiona: Wszebąd, Wszegniew (Śwsiegniew, Świegniew, Sięgniew), Wszebor (Wświebor, Śwsiebor, Świebor), Wszemiar, Wszemił (Świemił), Wszemir (Świemir), Wszemysł, Wszerad (Świerad, Świrad), Wszesiodł, Wszesuł, Świeciech (Sieciech), Świelub, ruskie Wsiewołod.
Znane osoby:
- Wsiesław Iziasławicz
- Wsiesław Briaczysławicz